# Semicassis undulata
Semicassis undulata là một loài ốc biển có kích cỡ trung bình, trong phân họ phân họ Cassinae. Đây là loài Địa Trung Hải. Đôi khi người ta nhầm lẫn nó với loài Đại Tây Dương tương tự, Semicassis granulata.

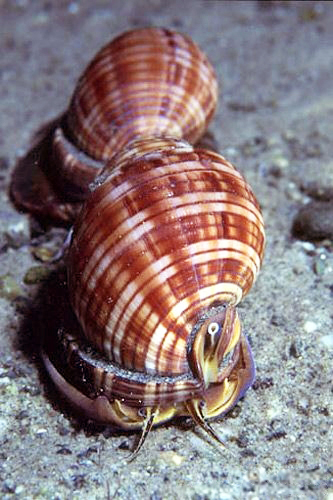
Hai cá thể ở Archi, Reggio Calabria, Italia